# Perizoma persectata
Perizoma persectata är en fjärilsart som beskrevs av J. Peter Maassen 1890. Perizoma persectata ingår i släktet Perizoma och familjen mätare. Inga underarter finns listade i Catalogue of Life.